# 犍为站
犍为站，位于中华人民共和国四川省乐山市犍为县寿保乡花金村，是成贵客运专线上的高铁站，由成都局集团峨眉车务段管辖，2019年6月15日随成贵客专线乐宜段开通。

## 車站周邊
- 犍为县寿保乡中心校
- 寿保客运站
- 犍为县寿保卫生院

## 歷史
- 2019年6月15日通车启用。

## 外部連結
- 中国铁路客户服务中心 （页面存档备份，存于）